# Chrysorithrum
Chrysorithrum là một chi bướm đêm thuộc họ Erebidae.

## Các loài
- Chrysorithrum amata Bremer & Grey, 1853
- Chrysorithrum flavomaculata Bremer, 1861

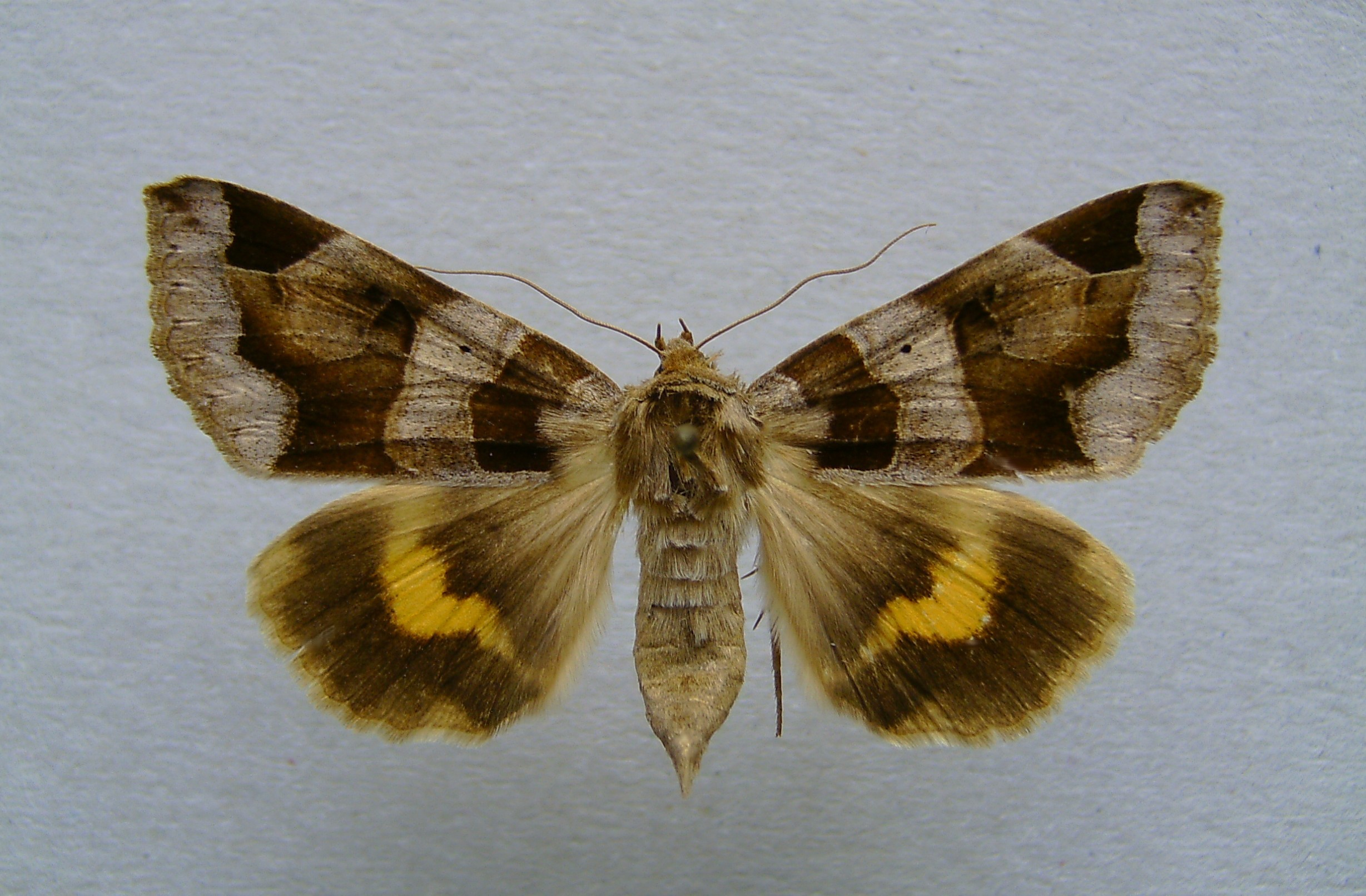
Chrysorithrum amata

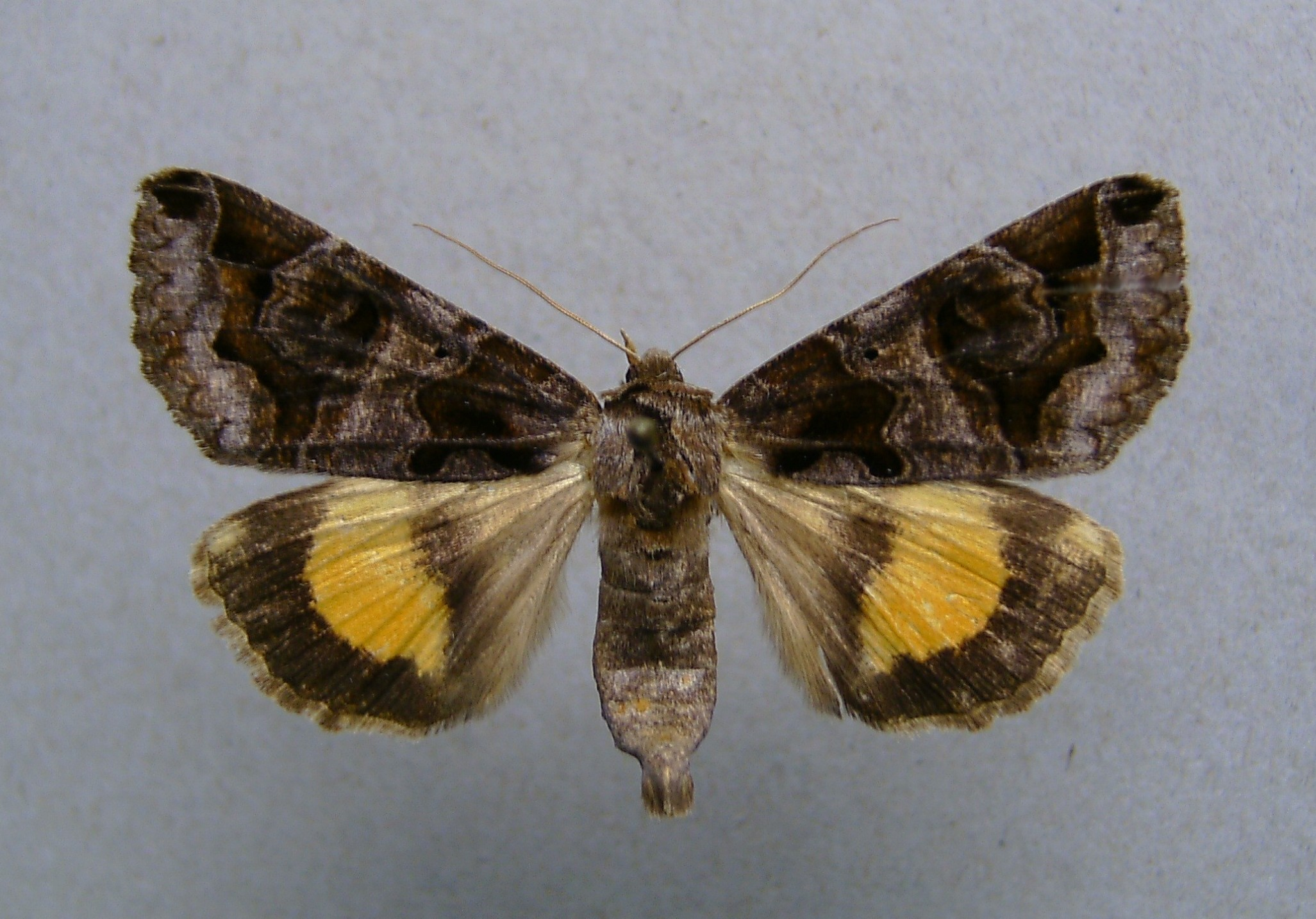
Chrysorithrum flavomaculata